# Seznam indie rock skupin
Najpomembnejše so naslednje indie rock skupine:

## A
- A Million Billion
- A Northern Chorus
- Abe Vigoda
- Aberfeldy
- Absolute Whores
- A.C. Newman
- Adam Green
- A.E.R
- The Afghan Whigs
- AFI - A Fire Inside
- Agent Sparks
- The Ailerons
- Air
- Air Traffic
- The Album Leaf
- All Girl Summer Fun Band
- All-Time Quarterback
- Alterkicks
- Ambulance LTD
- American Analog Set
- American Football
- Amy Millan
- Anathallo
- Andrew Bird
- Animal Collective
- The Animit
- The Anniversary
- Apollo Sunshine
- Apostle of Hustle
- The Apples in Stereo
- The Appleseed Cast
- Aqueduct
- Arab on Radar
- Arab Strap
- Arcade Fire
- Architecture in Helsinki
- Archers of Loaf
- Arctic Monkeys
- The Art Of Opposition
- Art Brut
- As Cities Burn
- A Silver Mt. Zion
- Assembly Now
- At the Drive-In
- Athlete
- Atom and His Package
- Au Revoir Simone
- Augie March
- Autolux
- The Automatic
- The Autumn Defense
- The Awkward Stage
- Azure Ray

## B
- Babyshambles
- Badly Drawn Boy
- The Bamboo Kids
- Band of Horses
- Baptist Generals
- Battle
- Battles
- Bearsuit
- Bear vs. Shark
- Beat Happening
- Beauty Pill
- Beck
- The Bees
- Beirut (skupina)
- Bell X1
- Belle & Sebastian
- Bellini
- The Bens
- Ben Folds
- Ben Folds Five
- Ben Kweller
- Ben Lee
- Beta Band
- Bettie Serveert
- Beulah
- The Bevis Frond
- Be Your Own Pet
- Biffy Clyro
- Big Flame
- Big Japan
- Bikeride
- Billy Childish
- The Birthday Massacre
- Bishop Allen
- Bitch Magnet
- The Black Angels
- Black Eyes
- The Black Heart Procession
- Blackmail
- The Black Keys
- Black Rebel Motorcycle Club
- Black Wire
- Bloc Party
- Blonde Redhead
- The Blow
- The Bluetones
- Blur
- Boatzz
- Bob Log III
- Will Oldham
- The Books
- Boss Hog
- Bound Stems
- Boy Kill Boy
- The Boy Least Likely To
- Boys Night Out
- Braid
- Brainiac
- The Bravery
- The Breeders
- Brian Jonestown Massacre
- Will Brierly
- Bright Eyes
- British Sea Power
- Broadcast
- Broken Dolls
- Broken Spindles
- Broken Social Scene
- Bromheads Jacket
- Brother Henry
- The Brothers Martin
- The Brunettes
- Built to Spill

## C
- Cable
- Café Tacuba
- Cajun Dance Party
- Calabi Yau
- Calamine
- Calexico
- Camera Obscura
- Cansei de Ser Sexy
- Canvas
- The Cape May
- Captain of Industry
- Caribou
- Carissa's Wierd
- Cat Power
- Cellophane
- Cesspool
- Chad VanGaalen
- The Changes
- Chavez
- Chin Up Chin Up
- Chikita Violenta
- Chisel
- Cibo Matto
- Circulatory System
- Citizens Here and Abroad
- City and Colour
- Clap Your Hands Say Yeah
- Clearlake
- The Clientele
- Clinic
- Clor
- Codeine
- Cold War Kids
- The Comas
- Come
- Comets on Fire
- Common Rotation
- The Concretes
- Consafos
- The Constantines
- controller.controller
- Controlling the Famous
- The Cooper Temple Clause
- Copeland
- The Coral
- The Coral Sea
- The Cribs
- Criteria
- Crooked Fingers
- Crystal Castles
- Cub
- Cuff the Duke
- Cursive

## D
- The Dandy Warhols
- Dance Gavin Dance
- Daphne Loves Derby
- Dappled Cities Fly
- Datarock
- David Bazan
- The Dears
- The Dear Hunter
- Death Cab for Cutie
- Death from Above 1979
- The Decemberists
- Deerhoof
- The Dentists
- Del Rey
- Delays
- Denali
- The Departure
- Desaparecidos
- Destroyer
- Detachment Kit
- dEUS
- Devendra Banhart
- Devin Davis
- The Diableros
- The Dinner is Ruined
- Dinosaur Jr
- The Dirtbombs
- Dirty Pretty Things
- Dismemberment Plan
- Dispatch
- The Divine Comedy
- Do Make Say Think
- Dolour
- Doves
- Dr. Dog
- Dragon Red
- The Dresden Dolls
- Dressy Bessy
- Drive Like Jehu
- Drums and Tuba
- The Dude
- Duotang
- Thomas Dybdahl

## E
- Eagle*Seagull
- Earlimart
- The Eames Era
- The Early November
- Echo & the Bunnymen
- Echo Orbiter
- Edison Glass
- Editors
- Eels
- Efterklang
- Eggs
- Eisley
- Elbow
- The Elected
- Electrelane
- Electric President
- Electric Six
- The Electric Soft Parade
- Elefant
- Eleni Mandell
- Elephant Micah
- Eleventh Dream Day
- Elliott Smith
- Elle Milano
- Eluvium
- Embrace
- Emily Haines
- Emperor X
- Enon
- Envelopes
- Erase Errata
- Eric's Trip
- Escanaba Firing Line
- The Essex Green
- Even
- The Evens
- Explosions in the Sky

## F
- The Faint
- The Fastbacks
- Faraway Places
- Feeder
- Leslie Feist
- The FemBots
- The Fiery Furnaces
- Figurines
- Film School
- Final Fantasy
- The Firebird
- The Flaming Lips
- The Flatmates
- Flight of the Pixies
- Flotation Toy Warning
- Flying Saucer Attack
- Folk Implosion
- The For Carnation
- The Forecast
- The Format
- ¡Forward, Russia!
- The Frames
- Frank Black
- The Fratellis
- Franz Ferdinand
- Free Kitten
- The French Kicks
- Frog Eyes
- The Frogs
- Fruit Bats
- Fugazi
- The Futureheads

## G
- Galaxie 500
- The Gamits
- Gang Gang Dance
- Get Cape. Wear Cape. Fly.
- Get Him Eat Him
- Get Set Go
- Giant Drag
- Girls Against Boys
- Girl Talk
- The Go! Team
- God Is an Astronaut
- Godspeed You! Black Emperor
- The Golden Dogs
- Gomez
- Gorky
- The Gossip
- Gotye
- Graham Coxon
- Grandaddy
- Grant-Lee Phillips
- The Grates
- Gravy Train!!!!
- Great Aunt Ida
- Green Magnet School
- The Green Revolution
- Gregory and the Hawk
- Grifters
- Guided by Voices
- Guster
- Guy Sigsworth

## H
- Half Japanese
- Halifax
- The Halo Benders
- HARD-Fi
- The Hard Lessons
- Headlights
- Headphones
- HEALTH
- Heavens
- Heavenly
- Helium
- Hella
- Her Space Holiday
- Hexes and Ohs
- The Hidden Cameras
- The High Dials
- High and Driving
- Hinterland
- The Hippos
- His Name Is Alive
- The Hives
- Holly Golightly
- The Honorary Title
- The Horrors
- The Hoosiers
- Hot Chip
- Hot Club De Paris
- Hot Hot Heat
- Howling Bells
- Brodie Foster Hubbard
- Hum
- The Hush Sound
- Husky Rescue

## I
- I Love You But I've Chosen Darkness
- Idaho
- Idiot Pilot
- Idlewild
- IllScarlett
- Ima Robot
- I'm from Barcelona
- Immaculate Machine
- Imogen Heap
- Innaway
- The (International) Noise Conspiracy
- Interpol
- Inviolet Row
- The Invisibles
- Iron & Wine
- Iron On
- Islands

## J
- J Mascis and the Fog
- Jale
- James
- Jawbox
- James Iha
- Jayhawks
- Jeffrey Lewis
- Jejune
- Jeniferever
- Jenny Lewis
- The Jesus Lizard
- The Jesus and Mary Chain
- Jets to Brazil
- Jetplane Landing
- Jets Overhead
- The Jettys
- Jim Guthrie
- JJ72
- Joan of Arc
- Joe Becker
- Johnny Vomit & The Dry Heaves
- Jon Brion
- Jonezetta
- Jon Spencer Blues Explosion
- Joy Division
- Juliana Hatfield
- June of 44

## K
- K's Choice
- Kaiser Chiefs
- Kaizers Orchestra
- KaitO
- Karate
- Kasabian
- Kevin Blechdom
- Key Witness
- Killing Heidi
- The Killers
- The Kills
- The Kinison
- Kimya Dawson
- King Cobb Steelie
- Kings of Convenience
- Kings of Leon
- Kinky
- Klaxons
- Knapsack
- Koala Voice
- The Kooks
- Kula Shaker
- KUMA

## L
- The La's
- La Rocca
- The Ladybug Transistor
- Ladytron
- Lali Puna
- Lambchop
- Larrikin Love
- The Late B.P. Helium
- Lawrence
- LCD Soundsystem
- Le Tigre
- Les Savy Fav
- Letter Kills
- Levitation
- Liars
- The Libertines
- Lightning Bolt
- Lightning Seeds
- The Like
- Limbeck
- The Little Flames
- The Little Killers
- The Little Ones
- Lodger
- The Long Blondes
- Longwave
- The Long Winters
- Los Campesinos!
- Los Dynamite
- Los Hermanos
- Louis XIV
- The Lovely Feathers
- Low
- Low Art Thrill

## M
- M. Ward
- M83
- The Maccabees
- Mach Pelican
- Mae
- The Magic Numbers
- Magneta Lane
- Magnetic Fields
- The Make-Up
- Malajube
- Man Man
- Manic Street Preachers
- Mando Diao
- Manishevitz
- Mansun
- Margot and the Nuclear So and So's
- Maria Taylor
- Marine Research
- Maritime
- The Mark Inside
- Mary Beth Abella
- Mates of State
- Matmos
- Matthew Good
- Matt Pond PA
- Maximo Park
- Mean Red Spiders
- Mclusky
- Meg & Dia
- Memphis
- Meneguar
- Menomena
- The Mercury Program
- Mercury Rev
- Metric
- Mew
- mewithoutYou
- The Microphones
- Midnight Choir
- Milburn
- Mineral
- The Minus 5
- Minus the Bear
- The Miracle Workers
- Modest Mouse
- Mogwai
- The Moldy Peaches
- Mombojó
- Moneen
- Monopoli
- The Moog
- Moonbabies
- The Mooseheart Faith Stellar Groove Band
- Moptop
- Morningwood
- Morning Runner
- The Most Serene Republic
- Motion City Soundtrack
- The Mountain Goats
- Moving Units
- Múm
- Mumm-Ra
- Murder by Death
- My Bloody Valentine
- My Brightest Diamond
- My Morning Jacket
- Myslovitz
- Mystery Jets

## N
- Nada Surf
- The National
- Neatly Real
- The Nein
- Neko Case
- Neon Horse
- Neps
- Neutral Milk Hotel
- New Order
- The New Pornographers
- The New Year
- Nico
- Nine Black Alps
- Niowt
- Noisettes
- A Northern Chorus
- The Notwist
- Nova Social
- Novillero
- Now It's Overhead
- Nunatak

## O
- Oakley Hall
- Oasis
- Oceansize
- Of Montreal
- Office
- Oh No! Oh My!
- Okkervil River
- The Olivia Tremor Control
- On! Air! Library!
- Oranger
- Orange Lake
- The Organ
- The Others
- Ours to Destroy
- Out Hud
- Owen
- Owls

## P
- P:ano
- The Paddingtons
- Page France
- Palace
- Pants Yell!
- The Parlotones
- The Pastels
- Patrick Watson
- Patrick Wolf
- Patterson's Curse
- Paulson
- Paul Collins
- Pavement
- Pedro the Lion
- Pelican
- People in Planes
- The Perishers
- The Pernice Brothers
- Phoenix
- Piano Magic
- Piebald
- The Pigeon Detectives
- Pilate
- Pinback
- The Pink Spiders
- Pixies
- PJ Harvey
- Placebo
- Polvo
- Pony Up
- The Polyphonic Spree
- The Ponys
- The Popguns
- Portastatic
- The Postal Service
- Pram
- Pretty Girls Make Graves
- The Primitives
- The Prize Fighter Inferno
- The Promise Ring
- Protein
- Psapp
- Pulp
- Pussy Galore

## Q
- Q and Not U
- Quasi

## R
- Rachel's
- The Raconteurs
- Rademacher
- Railroad Jerk
- The Race
- The Rakes
- The Rapture
- Ra Ra Riot
- Ratatat
- The Raveonettes
- Razorlight
- Red House Painters
- The Red Paintings
- Red Sparowes
- Reeve Oliver
- Regina Spektor
- The Reigning Sound
- Ike Reilly
- Reindeer Section
- R.E.M.
- The Replacements
- The Reputation
- Reverend and the Makers
- Rheostatics
- Richard Ashcroft
- The Rifles
- Rilo Kiley
- Ringside
- The Roaring 20's
- The Robot Ate Me
- Rocket from the Crypt
- Rodan
- Rodrigo Y Gabriela
- Rogue Wave
- Rooney
- The Rosebuds
- Royal City
- Royal Trux

## S
- Siren's Eye
- Sajama Cut
- The Salteens
- Sarge
- Saucy Monky
- Say Hi To Your Mom
- Scarling.
- The Scene Aesthetic
- Scrawl
- The Sea and Cake
- Sebadoh
- Secret Machines
- The Sequins
- The Servant
- Servotron
- Shades of Pale
- Shannon Wright
- Sherwood
- The Shins
- Shipping News
- Shitdisco
- Shonen Knife
- The Shot Heard 'Round the World
- Shout Out Louds
- Shout Out Out Out Out
- Shudder to Think
- Sigur Rós
- Silkworm
- The Silver Jews
- A Silver Mt. Zion
- Silversun Pickups
- Simple Kid
- The Six Parts Seven
- Skydiggers
- The Slaves
- Sleater-Kinney
- Slint
- Sloan
- The Smiths
- Smog
- Smoosh
- Smudge
- The Smugglers
- Snow Patrol
- The Softies
- Soltero
- Someone Still Loves You Boris Yeltsin
- Sondre Lerche
- Sonic Youth
- Sons and Daughters
- Soul-Junk
- Soular
- South
- The Sounds
- Sound Team
- Space
- Sparklehorse
- Spearmint
- The Spinanes
- The Spinto Band
- Spiritualized
- Spoon
- Stars
- Starflyer 59
- Starlight Mints
- Starsailor
- Stellastarr
- Stephen Malkmus
- Stereo Total
- Stereolab
- Sufjan Stevens
- Suit of Lights
- The Stills
- The Stone Roses
- Straylight Run
- The Strokes
- The Subways
- Sunday's Best
- Sun Kil Moon
- Sunny Day Real Estate
- Sunset Rubdown
- Sunset Valley
- The Sunshine Fix
- Super Furry Animals
- Superchunk
- Supergrass
- Swirlies
- Swords

## T
- Tally Hall
- Tahiti 80
- Talkdemonic
- Tammany Hall NYC
- Tangiers
- Tapes 'n Tapes
- Tav Falco's Panther Burns
- Ted Leo and the Pharmacists
- Tegan and Sara
- The Tender Box
- Tender Trap
- Tera Melos
- Test Icicles
- The Thermals
- These Are Powers
- These Arms Are Snakes
- Thinking Fellers Union Local 282
- Three Days Grace
- Three Mile Pilot
- The Thrills
- Tokyo Police Club
- Throwing Muses
- Thrush Hermit
- Thunderbirds Are Now!
- Thursday
- Tiger Trap
- Tilly and the Wall
- Tortoise
- Trachtenburg Family Slideshow Players
- Travis
- Turn
- TV on the Radio
- Twilight Singers
- Twothirtyeight

## U
- Umbrellas
- The Unicorns

## V
- John Vanderslice
- Chad VanGaalen
- Velocity Girl
- The Velvet Teen
- The Velvet Underground
- Versus
- The Verve
- The Very Hush Hush
- VHS or Beta
- Viva Voce
- The Von Bondies
- Voxtrot
- The View

## W
- The Walkmen
- The Weakerthans
- Wheat
- A Whisper in the Noise
- White Rose Movement
- We Are Scientists
- The White Stripes
- Why?
- Wilco
- WinterKids
- Wintersleep
- Wolf Parade
- The Wombats
- The Woodentops

## X
- Xiu Xiu

## Y
- Yeah Yeah Yeahs
- Yeti
- Yo La Tengo
- You Say Party! We Say Die!
- The Young Knives
- Yuri Landman

## Z
- Zoppo
- Zurdok
- The Zutons